# Tellier T.3
Tellier T.3 byl francouzský dvouplošný námořní hlídkový létající člun s dvoučlennou osádkou navržený Alphonse Tellierem a v době první světové války vyráběný společnostmi Tellier a později Nieuport.

## Vznik a vývoj
Tellier T.3 vznikl vývojem z dřívějšího typu Tellier T.2. Jednalo se o dvouplošný létající člun s nestejným rozpětím horního a dolního křídla s dvoukomorovým systémem mezikřídelních vzpěr. Pohonnou jednotku představoval motor Hispano-Suiza 8Ac instalovaný v tlačném uspořádání. V prostoru před ním se nacházel pilotní kokpit a v přídi letounu bylo stanoviště pozorovatele-střelce obsluhujícího kulomet Hotchkiss nebo Vickers.
Po zkouškách prováděných jak francouzským armádním tak námořním letectvem došlo k objednávce deseti exemplářů typu pro potřeby námořního letectva. Dva kusy objednala britská Royal Naval Air Service, která je na Isle of Grain používala k pokusům s dělovou výzbrojí a experimentálními kamuflážemi. Bylo vyrobeno celkem 100 kusů, z toho 47 společností Nieuport, která převzala aktiva firmy Tellier. Další francouzští letečtí výrobci typ vyráběli v licenci.
Dalším vývojem z T.3 vznikl typ Tellier T.c.6 vyzbrojený 47mm kanónem Hotchkiss v přídi letadla. Byl objednán ve značných počtech, ale do uzavření příměří bylo vyrobeno jen 55 kusů.
V poválečném období bylo několik kusů konvertováno na civilní dopravní letouny.

## Uživatelé
- Francie
  - Aéronavale
- Japonsko
  - Japonské císařské námořní letectvo (1 kus)[1]
- Portugalsko
  - Portugalské námořnictvo[1]
- Ruské impérium
  - Ruské carské námořnictvo (1 kus)[1]
- Spojené království
  - Royal Naval Air Service (2 kusy)[1]
- Spojené státy americké
  - United States Navy[1]

## Specifikace
Údaje podle publikace French Aircraft of the First World War:s.531

### Technické údaje
- Posádka: 2 (pilot a pozorovatel/střelec)
- Délka: 11,83 m
- Rozpětí: 15,60 m
- Výška: 3,60 m
- Nosná plocha: 47 m²
- Prázdná hmotnost: 1 150 kg
- Vzletová hmotnost: 1 796 kg
- Pohonná jednotka: 1 × osmiválcový vidlicový motor Hispano-Suiza 8Ac
- Výkon pohonné jednotky: 200 hp (149,1 kW)

### Výkony
- Maximální rychlost: 130–135 km/h
- Dostup: 3 660 m
- Výstup do 500 m: 2 minuty 45 sekund
- Výstup do 1000 m: 6 minut 30 sekund
- Výstup do 2500 m: 24 minut
- Vytrvalost: 4 hodiny a 30 minut

### Výzbroj
- 1 × pohyblivý kulomet Hotchkiss ráže 8 mm
- 2 × letecká puma o hmotnosti 35 kg